# 飯島均
飯島 均（いいじま ひとし、1964年9月1日 - ）は、日本の元ラグビー選手及び指導者。現在ジャパンラグビーリーグワン埼玉パナソニックワイルドナイツのGMを務めている。

## プロフィール
- 東京都出身。
- 現役時代のポジションは主にフランカー(FL)。

## 来歴
府中西高校を経て大東文化大学へと進む。大東文化大学4年の時、大学選手権で優勝を経験。
その後、三洋電機（後の三洋電機ワイルドナイツ、現パナソニック ワイルドナイツ）へと進み、同チームの主将を経験。しかし、神戸製鋼の黄金時代なども重なり、全国社会人ラグビーフットボール大会（以下、全国社会人大会）の優勝にはなかなかたどり着けなかった。
1995年度、トライ数を下回ったことで、同点ながらも日本ラグビーフットボール選手権大会（以下、日本選手権）への出場を阻まれ、悲願の全国社会人大会優勝を経験したものの、後味の悪い結果となってしまった。この一戦を最後に現役を引退。
1996年度から1999年度まで三洋電機の監督を歴任。その後、2001年から2003年までラグビー日本代表のコーチを務めた後、2005年度から2007年度まで三洋電機ワイルドナイツのコーチを歴任。同チームとして初めて日本選手権の優勝をもたらした宮本勝文監督の後を受け、2008年度より再び同チームの監督に就任。在任期間中、日本選手権では3連覇まで連覇数を伸ばし、また2010年度には悲願のトップリーグ初優勝をもたらした。なお、2010年度シーズン限りで監督を退任した。